# Pawel Pawlowitsch Golizyn

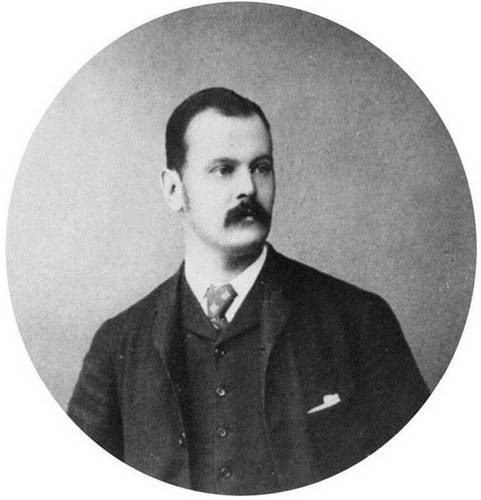
Fürst Pawel Pawlowitsch Golizyn

Fürst Pawel Pawlowitsch Golizyn (russisch Павел Павлович Голицын; * 18. Mai 1856 in Sankt Petersburg; † 13. April 1914 ebenda) war ein Jägermeister, Adelsmarschall von Nowgorod, Mitglied des Staatsrates des Russischen Kaiserreiches und vorletzter Besitzer des Anwesens Marjino.

## Herkunft
Fürst Pawel Pawlowitsch Golizyn entspringt dem Zweig der „Aleksejewitschi“, dem verzweigtesten Stamm des Hauses Golizyn. Er war der älteste Sohn des Stallmeisters Fürst Pawel Wassiljewitsch Golizyn (1822–1871) und der Fürstin Jekaterina Nikititschna Trubezkaja (1831–1918). Sein Vater Fürst Pawel Wassiljewitsch war Enkel des Grafen Pawel Alexandrowitsch Stroganow.

## Lebenslauf
Seine Ausbildung erhielt Fürst Pawel Pawlowitsch Golizyn im Pagenkorps. Bei seinem Übergang zur älteren Klasse wurde er zum Kammerpagen am 13. August 1877 ernannt. Als Kornett des 11. Tschugujewer Ulanenregiments kämpfte er im Russisch-Türkischen Krieg 1877–1878. Am 16. August 1878 wurde Fürst Pawel Pawlowitsch Golizyn in der Chevaliergarde bestellt. 1889 trat er mit dem Offiziersdienstgrad Porutschik und mit dem Recht, weiterhin Uniform zu tragen, aus der Armee aus.
Vom 26. Oktober 1883 bis 23. Oktober 1887 war Fürst Pawel Pawlowitsch Golizyn Mitglied des Nowgoroder Ujesdverwaltung. Von 1884 bis 1890 war er adeliger Abgeordneter des Ujesdes Nowgorod. Seit 1884 fungierte er als  Friedensrichter des Ujesd Nowgorod. Von 1890 bis 1900 wurde er durchgehend zum Adelsmarschall des Ujesdes Nowgorod gewählt, von 1900 bis zu seinem Tod zum Adelsmarschall des Gouvernements Nowgorod.
Im Winter und Frühling 1892 bereiste Fürst Pawel Pawlowitsch Golizyn zusammen mit seiner Gattin und dem Grafen Sergej Alexandrowitsch Stroganow (seinem Cousin 2. Grades und einem Enkel des Grafen Sergei Grigorjewitsch Stroganow) Barbados, Trinidad, Jamaika und Kuba.
1897 erklomm er den Hofrang Jägermeister, einen Rang, der der dritten Klasse in der Rangtabelle des Kaiserreiches entsprach. 1898 begleitete er die griechische Kronprinzessin Sophie von Preußen während ihrer Russlandreise, 1899 – die Großfürstin Marija Alexandrowna. Seit 1900 war er Staatsrat, seit 1902 wirklicher Staatsrat. Am 8. April 1906 wurde er zum Mitglied des Staatsrates als Vertreter des Adels erkoren.
Fürst Golizyn war ein begeisterter Jäger. Der Fürst machte sich oft mit Hunden und Pferden auf den Weg zum Anwesen des Fürsten Wassiltschikow, des Schwagers seiner Gattin Alexandra Nikolajewna Meschtscherskaja, in Wybiti, oder zum Anwesen des Grafen Sergej Alexandrowitsch Stroganow Wolyschowo unweit der Stadt Porchow.
Fürst Pawel Pawlowitsch Golizyn gab das Ahnenbuch des Adels im Gouvernement Nowgorod (Nowgorod, 1909–1910) heraus. Am 13. April 1914 schied Fürst Pawel Pawlowitsch Golizyn dahin. Sein Leichnam wurde nach der Totenmesse in seiner Sankt Petersburger Wohnung zum Anwesen Marjino befördert. Die Bauern trugen seine sterblichen Überreste auf Händen vom Bahnhof Uschaki bis zur Kirche der Heiligen Dreifaltigkeit, wo sie in der Familiengruft bestattet wurden.

## Familie
Nach dem Tod seines Vaters im Jahre 1871 erbte Fürst Pawel Pawlowitsch Golizyn das Majorat seiner Großmutter väterlicherseits Aglaida (oder Adelaida) Pawlowna (1799–1882), das das Anwesen Marjino enthielt. Bis zu seiner Volljährigkeit im Jahre 1874 verwalteten seine Mutter Jekaterina Nikititschna und sein Onkel Emmanuil Wassiljewitsch Golizyn (1834–1892) das Anwesen.

## Ehe und Nachkommen
1887 heiratete Fürst Pawel Pawlowitsch Golizyn Fürstin Alexandra Nikolajewna Meschtscherskaja (1864–1941), eine Nichte des berühmten russischen Herausgebers, Publizisten und Schriftstellers Fürst Wladimir Petrowitsch Meschtscherski. 1920 wurde Fürstin Alexandra Golizyna mit dem Vorwand, sie plane eine Ausreise, im Butyrka-Gefängnis inhaftiert. Nach dem Erlaubnis, das Land zu verlassen, siedelte sie sich in Frankreich an. Ihrer Ehe entsprangen folgende Kinder:
- Aglaida Pawlowna (1891–1984), dreimal verheiratet
- Marija Pawlowna (1895–1976), seit 1921 Gattin des ungarischen Grafen Valentin Széchényi von Sárvár-Felsövidék (1893–1954), Großmutter von Gloria Prinzessin von Thurn und Taxis
- Jekaterina Pawlowna (1896–1988), seit 1922 mit dem schottischen Esquires James Campbell (1893–1945) verheiratet
- Sergej Pawlowitsch (1898–1938, erschossen), mit Taissija Stanislawowna Karnizkaja verheiratet
- Sofja Pawlowna (1901–1996), seit 1930 mit Johann Wolfgang Freiherr von Liebieg (1904–1965) verheiratet
- Nikolaj Pawlowitsch (1903–1981), ging 1932 die Ehe mit Josefine Dennehy (1912–1988) ein.
- Alexandra Pawlowna (1905–2006),[4] in erster Ehe von 1928 bis 1944 mit Fürst Rostislaw Alexandrowitsch (1902–1978), dem Sohn des Großfürsten Alexander Michajlowitsch verheiratet, in zweiter Ehe seit 1949 mit Lester Armour (1895–1970), dem Eigentümer des Unternehmens »Armour Meat Packing Company«.

## Auszeichnungen
- Kaiserlicher Orden des Heiligen und Apostelgleichen Großfürsten Wladimir IV. Klasse[5]
- Kaiserlicher Orden der Heiligen Anna II. Klasse
- Kaiserlicher Orden des Heiligen Stanislaus III. Klasse
- Orden vom Niederländischen Löwen III. Klasse
- Leopoldsorden (Kommandeur mit Schwertern)
- Verdienstorden Philipps des Großmütigen (Ritterkreuz mit Schwertern)
- Herzoglich Sachsen-Ernestinischer Hausorden (Komtur I. Klasse)
- Erlöser-Orden (Kommandeur)
- Orden vom Zähringer Löwen (Ritterkreuz)
- Donau-Übergangs-Kreuz
- Medaille »Im Angedenken an den Russisch-Türkischen Krieg 1877–1878«